# Hardy Worm
Hardy Worm, eigentlich Eberhard Friedrich Emil Worm (* 8. Februar 1896 in Deutsch-Wilmersdorf; † 29. August 1973 in Berlin) war ein linker Journalist, Satiriker und Verleger besonders in der Weimarer Republik. Nach dem Zweiten Weltkrieg veröffentlichte er Kriminalromane unter Pseudonym.

## Leben
Hardy Worm wurde in Wilmersdorf als Sohn eines Verkäufers geboren. Er war im Ersten Weltkrieg Beobachter und Flugschüler auf der Marineflieger-Station List auf Sylt und wurde mit Kriegsende in den Soldatenrat gewählt. Nach der Novemberrevolution agitierte er für den Spartakusbund und war für 6 Monate im Gefängnis Moabit inhaftiert. Über seine Mutter schrieb er hier Prosa und Gedichte, die in der Zeitung Revolution (Wien) und der USPD-Illustrierten Freie Welt erschienen. Sein Zellengenosse Karl Radek prägte sein Weltbild.
1921 arbeitete er unter Heinrich Wandt für die Freie Presse in Berlin. In seiner Satirezeitung Harakiri erschienen Beiträge von Oskar Kanehl, Raoul Hausmann, Hugo Kersten, Max Herrmann-Neiße, Johannes Baader und Bertolt Brecht. In der Zeit als sein Buch Das Bordell verboten und er zu einer Geldstrafe verurteilt wurde, sah er sich selbst als Dadaist.
Für die kurzlebige Zeitschrift Welt am Sonntag gewann er Autoren wie Ossietzky, Kurt Hiller, Helene Stöcker, Armin T. Wegner, Emil Julius Gumbel und Tucholsky. Worm gründete das Kabarett Die rote Nachtigall, war kurze Zeit KPD-Mitglied (Artikel in Die Rote Fahne) und veröffentlichte Gerichtsberichte.
Einige Jahre arbeitete er als Redakteur der Berliner Volkszeitung des Mosse-Konzerns unter Otto Nuschke und benutzte in der Zeit eine Vielzahl von Pseudonymen. Für das Kabarett Wespen (Leon Hirsch, Erich Weinert u. a.) schrieb er Texte.
1931 bis Februar 1933 war Worm Chefredakteur der Satirezeitung Die Ente des Verlegers Bernhard Gröttrup (Auffenberg-Verlag), die dann verboten wurde. Hauptautoren waren Elisabeth Castonier, Weinert, Roda Roda, Erich Mühsam, Stefan Heym.
Worm ging 1933 ins Exil nach Paris und dann nach Straßburg und veröffentlichte Artikel sowie einen Kriminalroman in der Emigrantenpresse. Er nahm am Ausschuss zur Vorbereitung einer deutschen Volksfront der Komintern im Februar 1936 und deren Kongress teil. Mit Eroberung Frankreichs im Westfeldzug 1940 durch deutsche Truppen ging Worm nach London, wo er bis 1945 lebte. Nach dem Krieg schrieb er in Wien, wo er mit seiner Frau in der Stiftgasse 7 wohnte, als Journalist für die Neues Österreich und später bis zum Konkurs als Chefredakteur für Mein Film. Unter dem Pseudonym Ferry Rocker veröffentlichte er einige Kriminalromane, die in mehrere Sprachen übersetzt wurden. Drei weitere Bücher erschienen postum in der DDR.
Worm war ab 1926 mit Wilhelmine Maria Magdalena „Lena“ Eschner (* 13. April 1893 in Mainz; † 11. Februar 1961 in Berlin) verheiratet. Sie ging 1934 nach Wien und konnte aufgrund ihres österreichischen Wohnsitzes problemlos in Deutschland publizieren. Dabei übernahm sie das Pseudonym Ferry Rocker und veröffentlichte bis 1939 mehrere Romane, wobei der Anteil ihres Gatten an diesen Werken unklar ist.

## Werke (Auswahl)
- Guntermann, Georg: Dada-Mappe Berlin 1920/21 : fünf Rara, ein Rarissimum und ein Aufsatz zum Thema. (Schriftenreihe:Zeugnisse des zwanzigsten Jahrhunderts). Bonn. Nenzel. 1995 :
  - Fried Hardy Worm: Das Bordell : eine groteske Publikation. Titelblatt Ludwig Wronkow. 1921
  - Worm, Fried-Hardy: Ein Familiendrama (1920)
  - Worm, Fried-Hardy: Harakiri!? : eine groteske Publikation (1920)
  - Worm, Fried-Hardy: Harakiri : Zeitschrift der Grotesken, 1 (1920)
- Rocker, Ferry: Der grüne Pfeil. Leipzig : Sachsenbuch, 1991 (zuerst 1933)
- Rocker, Ferry: Mord in Kensington. München : Goldmann, 1953
- Rocker, Ferry: In einer Nebelnacht. München : Goldmann, 1953
- Rocker, Ferry: Das Geheimnis des Turmes. München : Goldmann, 1953
- Rocker, Ferry: John Kennedys Gäste. München : Goldmann, 1953
- Worm, Hardy: Das Hohelied vom Nepp. Buchverlag Der Morgen. Berlin. 1978
- Worm, Hardy: Rund um den Alexanderplatz. Berlin : Verl. Tribüne, 1981
- Worm, Hardy: Streifzüge eines Ironikers. Berlin : Verl. Tribüne, 1982
- Rocker, Ferry: Marie Antoinette Der Leidensweg einer Königin. Wien, Wiener Verlag, 1948